# Laura Asadauskaitė-Zadneprovskienė
Laura Asadauskaitė, née le 29 février 1984 à Vilnius, est une pentathlonienne lituanienne, et championne olympique à Londres en 2012.
Elle est l'épouse d'Andrejus Zadneprovskis, médaillé d'argent dans la même discipline à Athènes en 2004 et de bronze à Pékin en 2008. 

## Biographie
Elle a été étudiante à l'Université Mykolas Romeris.
Elle est médaillée d'argent par équipes aux Jeux européens de 2023 à Cracovie.

## Palmarès
| Discipline/Année                         | 2007 | 2008 | 2009 | 2010 | 2011 | 2012 | 2013 | 2014 | 2015 | 2016 | 2017 | 2018 | 2019 | 2020 | 2021 |
| ---------------------------------------- | ---- | ---- | ---- | ---- | ---- | ---- | ---- | ---- | ---- | ---- | ---- | ---- | ---- | ---- | ---- |
| Jeux olympiques Individuel               | -    | 15e  | -    | -    | -    | 1re  | -    | -    | -    | 31e  | -    | -    | -    | -    | 2e   |
| Championnats du monde seniors Individuel | 3e   | -    | 2e   | -    | 3e   | -    | -    | 5e   | 4e   | -    | -    | -    | -    | -    | -    |
| Championnats du monde seniors Équipes    | -    | -    | -    | -    | -    | -    | -    | -    | 6e   | -    | -    | -    | -    | -    | -    |
| Championnats du monde seniors Relais     | -    | -    | -    | -    | 3e   | -    | -    | -    | -    | -    | -    | -    | -    | -    | -    |
| Coupe du monde seniors Individuel        | -    | -    | -    | -    | 2e   | -    | -    | -    | -    | -    | 2e   | -    | 1re  | -    | -    |
| Championnats d'Europe seniors Individuel | -    | 2e   | -    | -    | -    | 1re  | -    | -    | -    | -    | -    | -    | 1re  | -    | -    |
| Championnats d'Europe seniors Équipes    | -    | 1re  | -    | -    | -    | -    | -    | -    | -    | 1re  | -    | -    | 3e   | -    | -    |
| Championnats d'Europe seniors Relais     | -    | 1re  | -    | -    | -    | 2e   | -    | -    | -    | -    | -    | -    | -    | -    | -    |

Ce palmarès n'est pas complet